# 太平洋副麗蛇鰻
太平洋副麗蛇鰻，為輻鰭魚綱鰻鱺目糯鰻亞目蛇鰻科的其中一種，分布於中東太平洋區，從加利福尼亞灣至哥斯大黎加海域，棲息深度可達35公尺，體長可達81公分，棲息在沙底質或岩石底質海域，為底棲性魚類，屬肉食性。

## 擴展閱讀
維基物種上的相關：太平洋副麗蛇鰻